# Институт за етнология и фолклористика с етнографски музей
Институтът за етнология и фолклористика с етнографски музей (съкратено ИЕФЕМ), повече известен с неговия Национален етнографски музей (съкр. НЕМ), е научно-изследователски институт с музей в София в структурата на Българската академия на науките.
Разположен е в сградата на бившия Царски дворец, която дели с Националната галерия. Сградата е обявена за паметник на културата от национално значение през 1978 г. От настаняването му (1954) музеят се помещава в източното крило на двореца, където са били спалните, приемните и личните кабинети на царското семейство.
Националият етнографски музей е включен в Стоте национални туристически обекта.

## История
Музеят води началото си от етнографския отдел на Народния музей в София, създаден през 1892 г. Отделът се обособява като Народен етнографски музей през 1906 г. Сградата на музея е разрушена от британско-американските бомбардировки от 1944 г. Оцелява част от фонда, евакуирана предварително (1941) в девическата гимназия на ул. „Цар Шишман“, но се оказва във вода заради ВиК авария. Сътрудниците на музея много години полагат усилия за възстановяване и попълване на музейния фонд.
Българската академия на науките основава Институт по народоука през 1947 г., който със съществуващия Народен етнографски музей се обединява в Етнографски институт с музей (съкр. ЕИМ) през 1949 г. Първият му директор е акад. Стоян Романски.
През 1973 г. от ЕИМ се отделя секцията по фолклор като Институт за фолклор с директор акад. Петър Динеков. Тези 2 института отново са обединени и образуват днешния Институт за етнология и фолклористика с етнографски музей при реформа в БАН през 2010 г.

## Дейност
Институтът провежда научни изследвания и води обучение, главно във висшето образование.
Тематичният и хронологичният обхват на изследванията в института са извънредно широки, проучват се разнообразни аспекти от културата на България в миналото и днес. Изучават се културните процеси в балкански, европейски и световен контекст със системно издирване, популяризиране и представяне на постиженията на традиционната и съвременната култура.
Институтът обединява дейността на етнолози, фолклористи, културни антрополози, музиковеди, изкуствоведи и музеолози. Българските кандидатури за вписване в Представителния списък на ЮНЕСКО на нематериалното културно наследство на човечеството се подготвят от експерти от Института.
ИЕФЕМ е акредитиран по научните специалности „Етнография“, „Фолклористика“, „Музеология“, „Изкуствознание и изобразителни изкуства“ и „Музикознание, музикално и танцово изкуство“. Подготвя докторанти, участва в 14 специализирани докторантски курса на БАН, негови учени водят лекционни курсове и изнасят лекции във висши училища.

## Фондове
Научният архив на музея съхранява над 3000 архивни единици, около 500 000 страници, 100 000 негатива и 5200 стари снимки и портрета. Библиотеката на ЕИМ съдържа над 25 000 издания, някои от които са единствени в страната. Нейна съставна част е Специализираната библиотека с архив „Студии Романи“, която съдържа книги и други разнообразни издания, посветени на циганите.
Музеят има сбирки с предмети, свързани с домашните занятия и покъщнина, земеделието и животновъдството, килимите и едрите тъкани, дърворезбата, кованото желязо, медникарството, накитите, обичаите и обредния реквизит, традиционното народно облекло, шевиците и дребните тъкани. Разполага с постоянна изложба.

## Прояви
Шишманови дни 2012
На 31 октомври 2012 г. се откриват празниците на фолклора и етнографията „Шишманови дни 2012“.
Организират се по случай 150-годишнината от рождението на големия български министър и европейски учен и общественик проф. Иван Д. Шишманов и 120-годишнината от създаването на Народния музей. Провеждат се под патронажа на вицепрезидентката на Република България Маргарита Попова, Министерството на образованието, младежта и науката и Министерството на културата с генералното спонсорство на „Корпоративна търговска банка“ АД.
Сред акцентите в програмата са:
- Изложба „120 години Народен музей“, която представя цялата етническа карта на България, както и най-старите запазени етнографски ценности от фонда на Националния етнографски музей (от ХVІІ в. насам).
- Втори национален конкурс-надпяване, който е посветен на празнуваните юбилеи и на Сборника за народни умотворения и народопис – поредица, излизала в България без прекъсване от 1891 г.
- Гала концерт на лауреатите от конкурса
- Ден на отворените врати в Етнографския музей, където всички посетители безплатно се включат в занаятчийски ателиета (грънчарство, иконопис, женски занаяти, копаничарство), игри, уроци по танци, фолклорно караоке и много др.
- Научна конференция „Въобразеният българин“, която събира български, но и чуждестранни учени в търсене на образа на българина.
- Награждаване на победителите от два национални ученически конкурса за есе и рисунка в рамките на „Шишманови дни 2012“

Дни на Миладиновци 2011
Институтът за етнология и фолклористика с етнографски музей провежда „Дни на Миладиновци 2011“ по повоз 150-годишнината от издаването на сборника „Български народни песни“ на Братя Миладинови през 1861 г.
Проявите са в дните от 1 до 5 ноември 2011 г. в Етнографския музей в София, съпътствани от редица празнични събития. Включват изложба, конкурс в надпяване, кръгла маса (дискусия) и ден на отворените врати в Етнографския музей.
И през 2011 г. събитията, организирани от Института за етнология и фолклористика с етнографски музей към БАН, се осъществяват с финансовата подкрепа на „Корпоративна търговска банка“.

## Издания
Сред по-важните издания на института са:
- списание „Българска етнология“
- поредица „Етнографски проучвания на България“
- поредица „Етнографски проблеми на народната култура“

Сътрудници от ЕИМ участват в издаването на международното списание Ethnologia Balkanica.